# 하이라인엔터테인먼트
하이라인엔터테인먼트(Highline Entertainment)는 대한민국의 음악 레이블이자 연예 기획사이다.
2022년 7월 1일부로 스타쉽엔터테인먼트에 흡수합병되었다. 다만 하이라인 SNS가 합병 이후에도 독립적으로 운영되는 것을 보아 킹콩 by 스타쉽처럼 내부 레이블 형태로 유지되는 것으로 보인다.

## 소속 연예인
| 소속 연예인 | 직업          | 구성원 | 리더 | 데뷔   | 해체 | 비고            |
| ----------- | ------------- | ------ | ---- | ------ | ---- | --------------- |
| dress       | 음악 프로듀서 | -      | -    | 2015년 |      |                 |
| rovxe       | 가수          | -      | -    | 2018년 |      |                 |
| 성국        | 음악 프로듀서 | -      | -    | 2018년 |      |                 |
| 원호        | 가수          | -      | -    | 2015년 |      | 몬스타엑스 출신 |